# 라시 (랍비)
라시(히브리어: רש"י, 라틴어: Salomon Isaacides 살로몬 이사아키데스[*], 프랑스어: Salomon de Troyes 살로몽 드 트루아[*], 1040년 2월 22일 ~ 1105년 7월 13일)는 중세 프랑스의 랍비 학자이다. 본명은 슐로모 이츠하키(히브리어: רבי שלמה יצחקי, Shlomo Yitzchaki)이며, '라시'라는 이름은 '랍비 슐로모 이츠하키'(히브리어: רבי שלמה יצחקי)의 첫 글자를 따서 만들어진 이름이다. 탈무드의 주석 및 타나크에 대한 종합적인 주석을 남겼다.
라시는 성경 본문의 기본 의미를 간결하고 유려한 문장으로 제시하는 능력으로 정평을 얻었다. 그의 30권에 달하는 탈무드 주석은 바빌로니아 탈무드 전체를 망라하며, 1520년대에 다니엘 봄베르그에 의한 첫 탈무드 출판에 추가된 이래로 모든 탈무드 출판물에 기본적으로 포함되어 있다. 타나크에 대해서도 모든 수준의 학습자에게 필수적으로 참조되는 수준의 주석을 남겼다. 그 주석 만으로도 300여권 이상의 주석서에서 기본 바탕으로 취급되며, 라시의 언어 선택 및 주석의 분석 결과는 랍비 문학 분야의 주요 인물들에 의해 언급되었다.

## 생애
1040년 프랑스 북부에 위치한 샹파뉴 지방의 트루아에서 태어나 5세 때에 아버지로부터 토라를 배웠다. 아버지는 일찍 여의고, 독일의 보름스, 마인츠의 예시바에서 수학했다.
17세가 되던 때에 결혼하여 딸 셋을 두었다. 25세에 트루아로 귀환하면서, 랍비 법정 베트딘의 일원이 되었다. 할라카 주석을 작성했다. 1070년에 제자들을 모아 예시바를 열어, 이후 트루아는 유대교 연구의 중요한 거점 및 중심지가 되었다. 1096년에는 제1차 십자군 습격에 충격을 받았고 1105년에 그 후유증으로 인해 사망했다.
라시는 히브리어 성서 및 탈무드의 주해를 다수 남겼으며 이후 수많은 토사피스트를 양성하는 등 성경 주해에 큰 영향력을 남겼다.

## 라시 문자

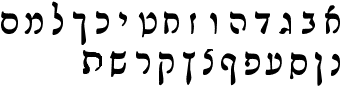
라시 문자 형식을 띤 히브리 문자의 22글자

라시의 탈무드 및 타나크 주석을 출판하는데 사용된 반필기체 형태의 글꼴을 라시 문자라 부른다. 라시 본인이 실제로 이런 글꼴의 필기를 했다는 의미는 아니다. 이 글꼴은 15세기 세파르디 유대인들의 반필기체 형식의 글자 모양을 그 바탕으로 두고 있다.
손치노 일가(Soncino family) 등 초기 히브리 인쇄공들과 기독교인 성서학자인 다니엘 봄베르그가 미크라옷 그돌롯 및 탈무드에 대한 라시의 주석들을 조판하는데 이 글꼴을 채용하였는데, 이는 네모꼴의 글자체로 인쇄되던 성경 본문과 랍비 주석을 구별하기 위해서였다고 한다.